# جون إنجلش (سياسي كندي)
جون إنجلش هو كاتب سير ومؤرخ وسياسي كندي، ولد في 26 يناير 1945. حزبياً، نشط في الحزب الليبرالي الكندي. وقد انتخب عضو مجلس العموم الكندي.